# ノーザンブリア大学
ノーザンブリア大学(Northumbria University)はイギリス・ニューカッスル・アポン・タインに設置された国公立大学である。

## 概要
大学ランキング雑誌Times Good University Guideの2006年版に現代的で最も優れた大学として選ばれた。 
学部は9つあり、2つのキャンパスでアート、デザイン、ビジネス、保健科学、言語学、コンピューター、会計学、法律、工学、建築など500以上の専門分野を勉強することが出来る学校である。

## 出身著名人
- ヴィクトリア・ペンドルトン - 女子自転車競技選手
- ジョナサン・アイブ - インダストリアルデザイナー、アップル社IDg担当上級副社長
- スティング- イングランド出身のミュージシャン、シンガーソングライター、俳優。